# Küngös
Küngös [kyngeš] je obec v Maďarsku v župě Veszprém, spadající pod okres Balatonalmádi. Nachází se asi 4 km jihovýchodně od Berhidy a asi 22 km jihovýchodně od Veszprému. V roce 2015 zde žilo 471 obyvatel. Dle údajů z roku 2011 tvoří 91,5 % obyvatelstva Maďaři a 0,6 % Němci, přičemž 8,5 % obyvatel se ke své národnosti nevyjádřilo.

## Sousední obce
| Růžice kompasu |          | Berhida |     | Růžice kompasu |
| Růžice kompasu | Papkeszi | Sever   | Ősi | Růžice kompasu |
| Růžice kompasu | Papkeszi | Küngös  | Ősi | Růžice kompasu |
| Růžice kompasu | Papkeszi | Jih     | Ősi | Růžice kompasu |
| Růžice kompasu | Csajág   |         |     | Růžice kompasu |